# Ogasawara-Nationalpark
Der Ogasawara-Nationalpark (japanisch 小笠原国立公園, Ogasawara Kokuritsu Kōen) befindet sich in der Region Kantō, Präfektur Tokio. Der 1280 Quadratkilometer große Nationalpark wurde am 16. Oktober 1972 gegründet. Als Nationalpark ist das Parkgebiet mit der IUCN-Schutzkategorie II klassifiziert. Namensgebend für den Park sind die Ogasawara-Inseln (auch Bonin-Inseln genannt), welche am 24. Juni 2011 von der UNESCO zum Weltnaturerbe erklärt wurden. Die subtropischen Ogasawara-Inseln liegen ca. 1000 km südlich der Japanischen Hauptinseln.

## Parkgebiet
Das Parkgebiet ist in besonders geschützte, geschützte, gewöhnliche und Meeresschutzgebiete unterteilt. Zu den im Park eingegliederten Inseln gehören aus der Chichijima-Inselkette Chichi-jima, Ani-jima, Otōto-jima, Higashi-jima, Nishi-jima und Minami-jima, sowie aus der Hahajima-Inselkette Haha-jima, Muko-jima und einige kleinere Inseln wie die 130 km von Chichi-jima gelegene Insel Nishinoshima und Kita-Iwojima 150 km südwestlich der Ogasawara-Inseln.

## Flora und Fauna

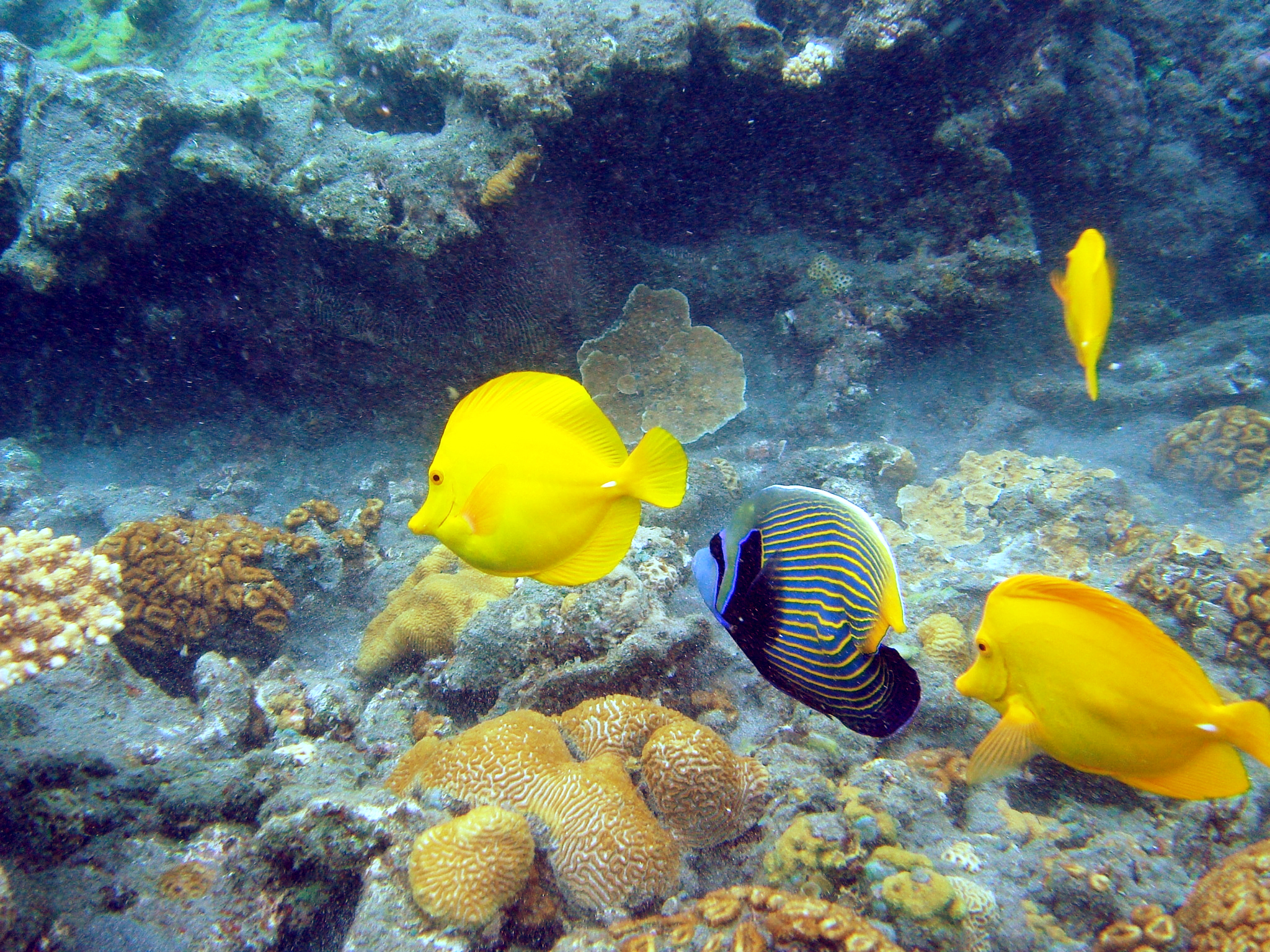
Fische vor der Insel Ani-jima

Da die Inseln niemals mit dem Festland verbunden waren, konnten sich hier einzigartige Tier- und Pflanzenarten entwickeln.
Unter den Säugetieren ist die einzige endemische Art der Bonin-Flughund (Pteropus pselaphon), der sich von Nektar und Früchten ernährt. Endemische Vogelarten sind die Unterart der Veilchentaube Columba janthina nitens und der von der IUCN als potentiell gefährdet eingestufte Boninbrillenvogel (Apalopteron familiare hahasima). Zu den endemischen Insektenarten zählen Cicindela bonina und Boninagrion ezoin.
Auf Haha-jima wachsen dichte Wälder aus 20 Meter hohen Bäumen aus Pisonia umbellifera und Elaeocarpus photiniaefolius, die Besucher unter Begleitung besichtigen können.
Die Inseln sind von Korallenriffen umgeben. In den Gewässern leben Indopazifische Große Tümmler und Grüne Meeresschildkröten (Chelonia mydas mydas).
Die Meeresgebiete um die Ogasawara- und Nansei-Inseln sind zudem ein Haupt-Brutgebiet für Buckelwale. Die 13 bis 15 m großen Tiere verbringen den Sommer im Nordpolarmeer und ziehen im Herbst Tausende Kilometer gen Süden. Sie verbleiben den Winter über in den subtropischen Gewässern um die Inseln, während sie ihre Jungen zur Welt bringen und aufziehen.

## Tourismus

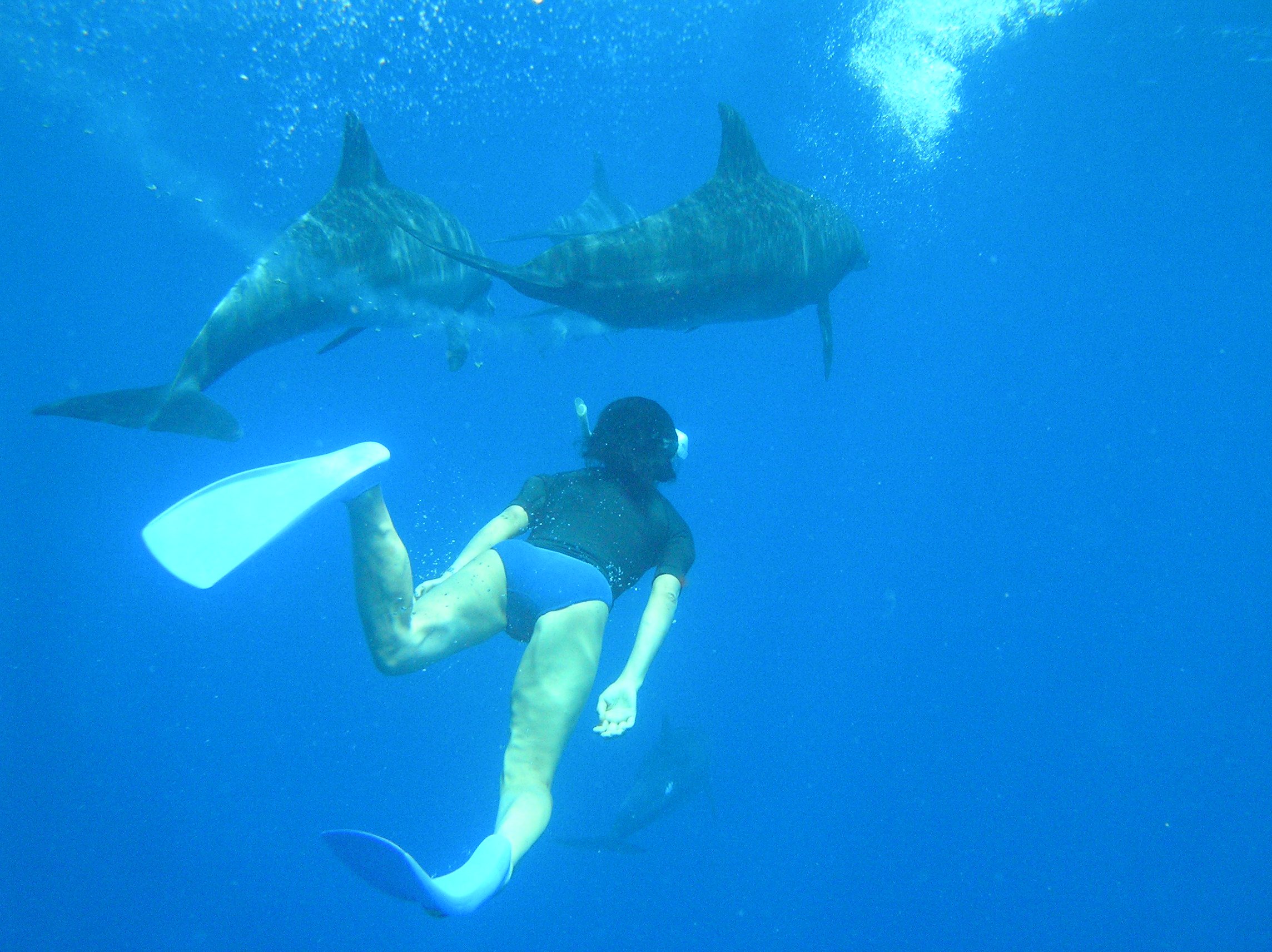
Mit Delfinen schwimmender Schnorchler

Die jährlichen Besucherzahlen standen zuletzt bei 40.000 (Stand 2013). Die Korallenriffe um die Inseln sind bei Schnorchlern und Tauchern beliebt. Touristen können Delfine beobachten und mit diesen schwimmen. Auch Whale Watching wird im Winter angeboten.